# Avalone
AVALONE je nestátní nezisková organizace, registrovaná dne 14. prosince 2010 Ministerstvem vnitra České republiky jako občanské sdružení. Od. 1. ledna 2014 byla právní forma organizace změněna na zapsaný spolek. Náplní je prevence popáleninových úrazů, pomoc dětem po těžkém úrazu popálením a jejich rodinám.

## Historie
Neziskovou organizaci založila v roce 2010 Ivana Nikitinská Čermákova, jako občanské sdružení, zaměřené na všestrannou pomoc dětem, seniorům a obecně zdravotně znevýhodněným lidem.
Činnost se zpočátku zaměřovala zejména na různé druhy muzikoterapie, pohybové terapie, případně canisterapie, a to zejména v dětských domovech. domovech pro seniory nebo léčebnách dlouhodobě nemocných.
Činnost spolku byla přerušena poté, když syn zakladatelky AVALONE v roce 2014 utrpěl těžký úraz opařením. Tato událost přiměla zakladatelku spolku projít si na vlastní kůži celým procesem léčby, rehabilitace, hojení a duševního uzdravování z těžkého popáleninového úrazu, v roli doprovázející osoby – rodiče popáleného dítěte.
Na základě této osobní zkušenosti se zakladatelka spolku rozhodla oživit znovu činnost spolku a vydat se s ním novým směrem. Od roku 2017 se spolek věnuje již výhradně prevenci popáleninových úrazů a pomoci těžce popáleným dětem a jejich rodinám.
Vznikl multimediální preventivní program „PÁLÍ!“ pro školy, dětské domovy, výchovné ústavy, mateřská centra, ale i širokou veřejnost. Vznikla otevřená komunita těžce popálených dětí - „Popálení bojovníci“.
Prostřednictvím kampaně PÁLÍ! nás to taky získal spolek v průběhu roku 2018 podporu jak laické, tak odborné veřejnosti.
Na jaře roku 2019 nominoval spolek AVALONE Popálené bojovníky na cenu VIA BONA pro mladé srdcaře.. Popálené děti se probojovaly do finále a zúčastnily se slavnostního galavečera, který se uskutečnil 22. května v kině Bio OKO.
V létě 2019 začal spolek AVALONE společně s Popálenými bojovníky připravovat benefiční kalendář PÁLÍ!2020.

## Projekty

### Primární prevence
Motto: „95 % úrazů popálením lze předejít.“
Primárně preventivní program PÁLÍ! je vystavěn na skutečných příbězích Popálených bojovníků a dalších popálených dětí. Program je veden multimediální formou  s cílem realistickou formou děti konfrontovat se skutečnými důsledky, které s sebou popáleninové úrazy přinášejí.

#### Popálení bojovníci
V rámci spolku vznikl tým těžce popálených dětí, které se aktivně účastní nejen integračních programů, ale také preventivních akcí.

### PÁLÍ! nás to taky
Rok 2018 proběhla kampaň PÁLÍ! nás to taky. V roce 2019 vznikl benefiční kalendář.